# Melaleuca armillaris
Melaleuca armillaris är en myrtenväxtart som först beskrevs av Daniel Carl Solander och Joseph Gaertner, och fick sitt nu gällande namn av James Edward Smith. Melaleuca armillaris ingår i släktet Melaleuca och familjen myrtenväxter.

## Underarter
Arten delas in i följande underarter:
- M. a. akineta
- M. a. armillaris

## Bildgalleri

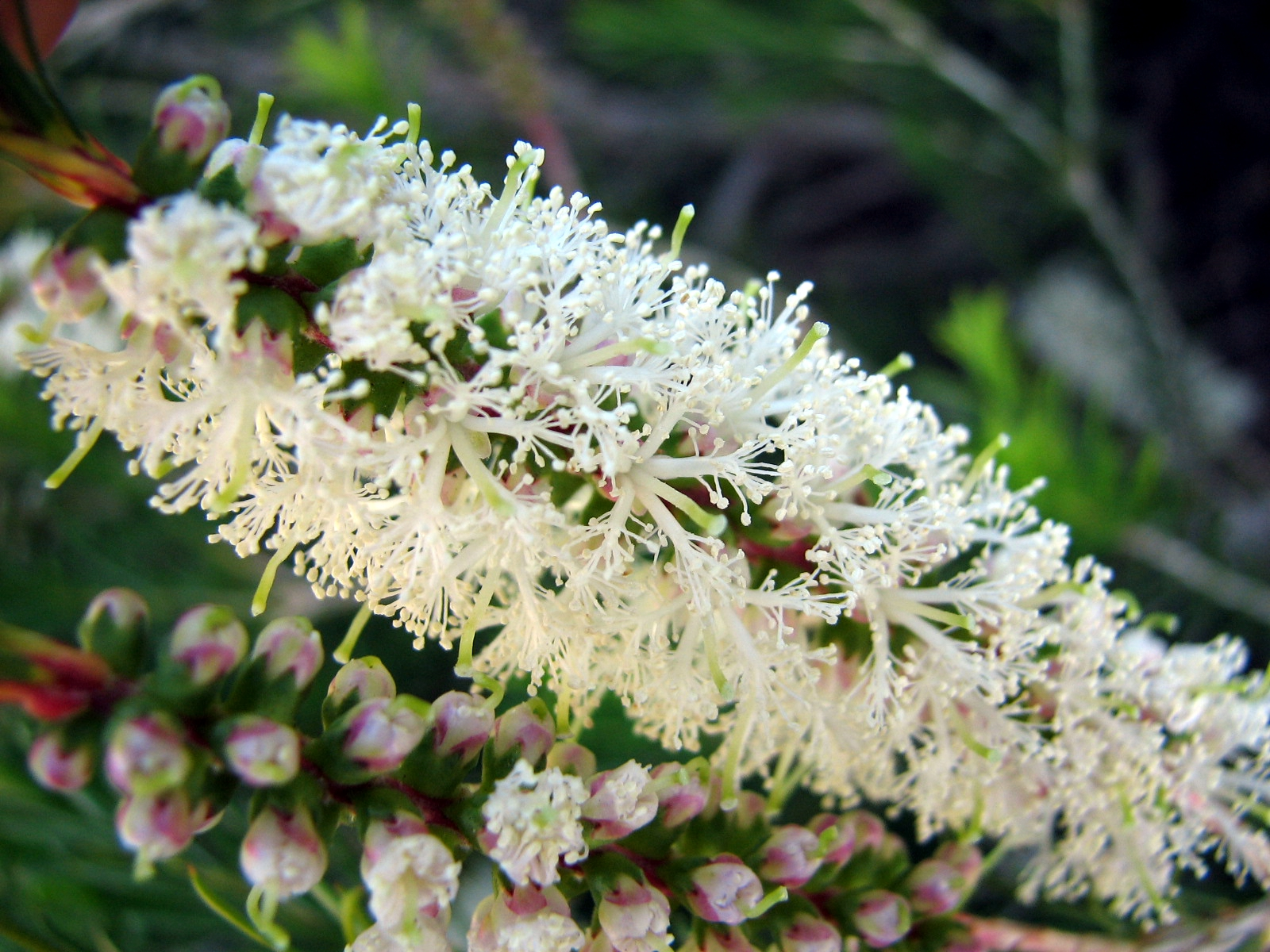
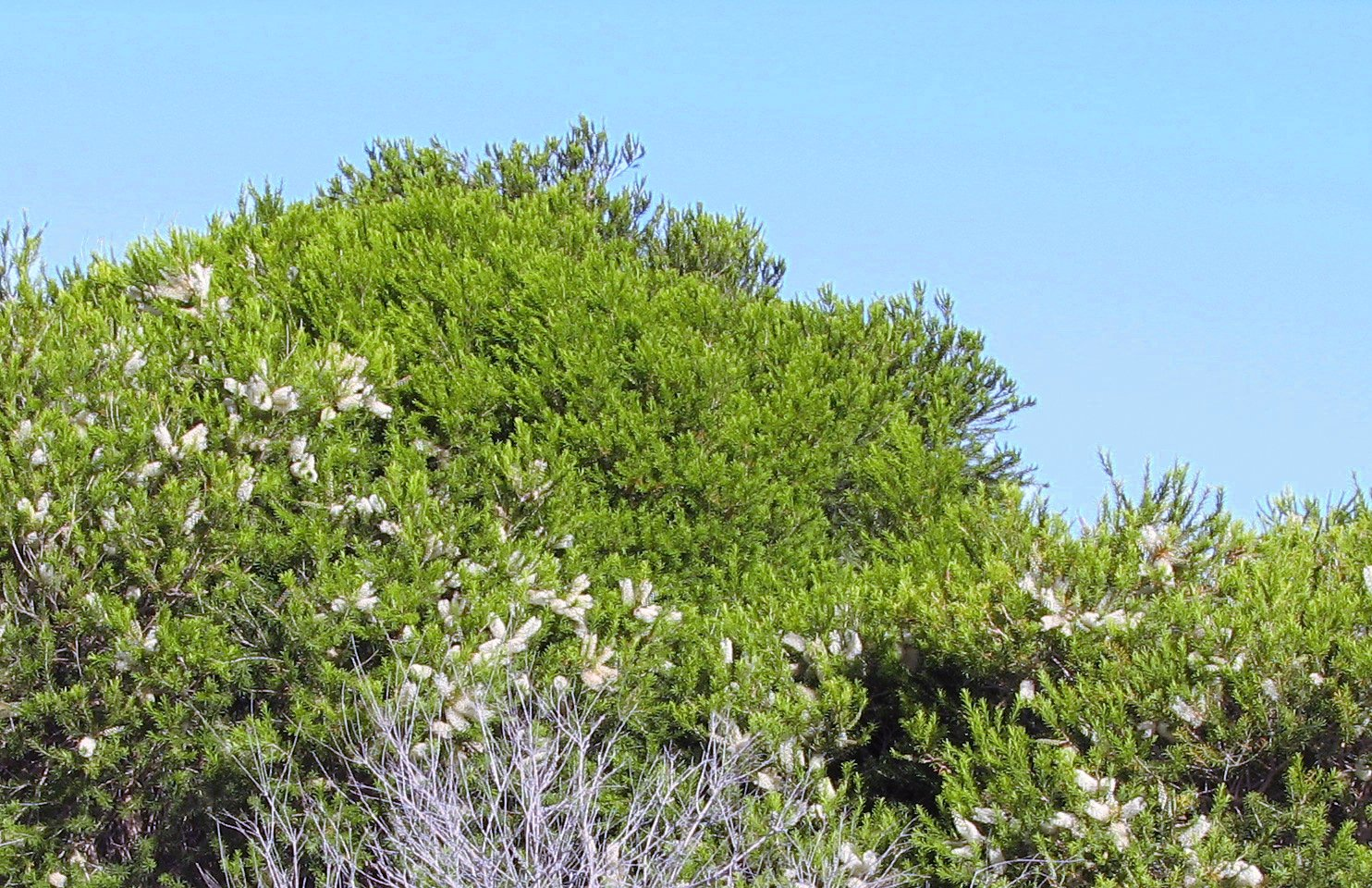